# Billy Cobham-diszkográfia
Billy Cobham diszkográfiája tartalmazza az összes olyan albumot, amelyen zenélt.

## Diszkográfia

### Saját albumai
- Spectrum (1973)
- Crosswinds (1974)
- Total Eclipse (1974)
- Shabazz (1974)
- A Funky Thide of Sings (1975)
- Life & Times (1976)
- The Billy Cobham – George Duke Band: "Live" On Tour In Europe (1976)
- Magic (1977)
- Alivemutherforya (1978)
- Inner Conflicts (1978)
- Simplicity of Expression: Depth of Thought (1978)
- B.C. (1979)
- Live: Flight Time (1980)
- Stratus (1981)
- Observations & Reflections (1982)
- Smokin’ (1982)  (as Billy Cobham's Glass Menagerie) (Electra)
- Warning (1985)
- Consortium (1985)
- Power Play (1986)
- Best Of (1987)
- Picture This (1987)
- Incoming (1989)
- No Filters (1990)
- By Design (1992)
- The Traveler (1993)
- Nordic (1996)
- Paradox (1996)
- Paradox, The First Second (1998)
- Mississippi Knights Live (1998)
- Focused (1998)
- Ensemble New Hope Street (1999)
- Nordic: Off Color (1999)
- North By NorthWest (2001)
- Drum and Voice (2002)
- The Art of Three (2002)
- Many Years B.C. (2002)
- Culture Mix (2002)
- The Art of Five (2004)
- Caravaggio (2005)
- Art of Four (2006)
- Drum'n'voice 2 (2006)
- Fruit From The Loom (2008)
- De Cuba Y De Panama with Asere (2008)
- Palindrome (2010)
- Drum 'N' Voice 3 (Spring 2010)

### Közreműködőként
| zenekar / zenész                | album                                            | év                         |
| ------------------------------- | ------------------------------------------------ | -------------------------- |
| Mose Allison                    | Western Man                                      | 1971                       |
| Mose Allison                    | Lessons in Living                                | 1982                       |
| Gene Ammons                     | Big Bad Jug                                      | 1973                       |
| Ray Barretto                    | The Other Road                                   | 1973                       |
| George Benson                   | Giblet Gravy                                     | 1968                       |
| George Benson                   | White Rabbit                                     | 1972                       |
| Bobby and the Midnites          | Bobby and the Midnites                           | 1981                       |
| Bobby and the Midnites          | Where the Beat Meets the Street                  | 1984                       |
| Brothers Johnson                | Lookout for Number One                           | 1976                       |
| James Brown                     | Make It Funky: The Big Payback 1971-1975         | 1996                       |
| Kenny Burrell                   | God Bless the Child                              | 1971                       |
| Cargo                           | Cargo                                            | 1982                       |
| Ron Carter                      | Uptown Conversation                              | 1969                       |
| Ron Carter                      | Blues Farm                                       | 1973                       |
| Ron Carter                      | All Blues                                        | 1973                       |
| Ron Carter                      | Spanish Blue                                     | 1974                       |
| Ron Carter                      | Yellow & Green                                   | 1976                       |
| Ron Carter                      | New York Slick                                   | 1980                       |
| Stanley Clarke                  | School Days                                      | 1976                       |
| Stanley Clarke                  | Atlantis with George Duke                        | 1973                       |
| Stanley Clarke                  | Live at the Greek with Larry Carlton             | 1993                       |
| Larry Coryell                   | Spaces                                           | 1974                       |
| Larry Coryell                   | The Essential Larry Coryell                      | 1975                       |
| Larry Coryell                   | Spaces Revisited                                 | 1997                       |
| Miles Davis                     | Bitches Brew                                     | 1970                       |
| Miles Davis                     | Live-Evil                                        | 1970                       |
| Miles Davis                     | A Tribute to Jack Johnson                        | 1970                       |
| Miles Davis                     | On the Corner                                    | 1972                       |
| Miles Davis                     | Get Up With It                                   | 1974                       |
| Miles Davis                     | Circle in the Round                              | 1979                       |
| Miles Davis                     | Directions                                       | 1980                       |
| Eumir Deodato                   | Prelude                                          | 1972                       |
| Eumir Deodato                   | Deodato 2                                        | 1973                       |
| Eumir Deodato                   | Whirlwinds                                       | 1974                       |
| Dreams                          | Dreams                                           | 1970                       |
| Dreams                          | Imagine My Surprise                              | 1971                       |
| Gil Evans                       | Live at the Public Theater                       | 1980                       |
| Fania All Stars                 | Our Latin Thing                                  | 1972                       |
| Fania All Stars                 | Latin-Soul-Rock                                  | 1974                       |
| Roberta Flack és Donny Hathaway | Roberta Flack & Donny Hathaway                   | 1980                       |
| Peter Gabriel                   | Passion: Music for the Last Temptation of Christ | 1989                       |
| Johnny „Hammond” Smith          | Breakout                                         | 1971                       |
| Johnny „Hammond” Smith          | Rock Steady                                      | 1971                       |
| Freddie Hubbard                 | Sky Dive                                         | 1973                       |
| Jackie and Roy                  | Time & Love                                      | 1972                       |
| Milt Jackson                    | Sunflower                                        | 1972                       |
| Jazz Is Dead                    | Blue Light Rain                                  | 1998                       |
| Al Johnson                      | A Live Mother for Ya!                            | 1977                       |
| Quincy Jones                    | The Anderson Tapes                               | 1971                       |
| Quincy Jones                    | I Heard That!!                                   | 1976                       |
| Hubert Laws                     | Morning Star                                     | 1972                       |
| Hubert Laws                     | Carnegie Hall                                    | 1973                       |
| Mahavishnu Orchestra            | Inner Mounting Flame                             | 1971                       |
| Mahavishnu Orchestra            | Birds of Fire                                    | 1973                       |
| Mahavishnu Orchestra            | Between Nothingness and Eternity                 | 1973                       |
| Mahavishnu Orchestra            | The Lost Trident Sessions                        | felvétel 1973, kiadás 1999 |
| Mahavishnu Orchestra            | Mahavishnu                                       | 1984                       |
| Junior Mance                    | With a Lotta Help From My Friends                | 1970                       |
| Arif Mardin                     | Journey                                          | 1974                       |
| Les McCann                      | Invitation to Openness                           | 1971                       |
| John McLaughlin                 | My Goals Beyond                                  | 1971                       |
| John McLaughlin                 | Love Devotion Surrender Santanával               | 1973                       |
| John McLaughlin                 | Electric Guitarist                               | 1978                       |
| Mark-Almond Band                | Rising                                           | 1972                       |
| Mark-Almond Band                | To The Heart                                     | 1976                       |
| Sonny Rollins                   | The Way I Feel                                   | 1976                       |
| Sonny Rollins                   | Don't Stop the Carnival                          | 1978                       |
| Don Sebesky                     | Giant Box                                        | 1973                       |
| Horace Silver                   | Serenade to a Soul Sister                        | 1968                       |
| Horace Silver                   | You Gotta Take a Little Love                     | 1969                       |
| Carly Simon                     | Hotcakes                                         | 1974                       |
| Szabó Gábor                     | Mizrab                                           | 1972                       |
| McCoy Tyner                     | Fly with the Wind                                | 1976                       |
| Miroslav Vitous                 | Purple                                           | 1970                       |
| Grover Washington               | All the King's Horses                            | 1972                       |
| Grover Washington               | Soul Box                                         | 1973                       |
| Randy Weston                    | Blue Moses                                       | 1972                       |